# В'язенка
В'язе́нка — село Конотопського району Сумської області. Входить до складу Путивльської міської територіальної громади. 
Назва села В'язенка за одним із народних переказів походить від слова «в'язати». Жителі цього села були буйні, тому їх часто в'язали і били. За іншим переказом, жителі села займалися рибальством. Найчастіше в їхні сіті потрапляла риба в'язь, якою була багата річка Клевень. Від цієї риби нібито і походить назва села. Однак, народна етимологія не завжди може пояснити дійсний стан речей.

## Географія
Село В'язенка знаходиться на правому березі річки Клевень, вище за течією на відстані 2 км розташоване село Роща, нижче за течією на відстані 2 км розташоване село Стрільники, на протилежному березі — село Котівка. Поруч проходить автомобільна дорога Т 1908
До Путивля відстань становить 12 км.

## Історія
В'язенка (так само, як Ховзівка та Будищі) виникла близько 1660 року. Першими її мешканцями були селяни, поселені монахами Петропавлівського монастиря для обробітку своїх земель.
У 1668 році універсалом гетьмана Петра Дорошенка і жалуваною грамотою царя Олексія Михайловича В'язенка була офіційно закріплена за Петропавлівським монастирем. У 1708 році, коли йшла Північна війна, жителі покинули село і В'язенка на якийсь час опустіла. Причини запустіння В'язенки — достеменно невідомі. Можливо, це пов'язане із соціально-економічними чи політичними складнощами, якими супроводжувалось проходження російського війська під командуванням Петра І. У 1718 році гетьман Іван Скоропадський постановив: «Одновить село монастирское Вязюнку, под час наступления в Украйну непреятеля шведа, за содейстем врознь людей, опустелое», а також «отбирать от переежджаючи; людей в Вязюнце, на реке Клевени, погребелное». Однак, незабаром село відроджується. У 1736 році тут було вже 19 селянських дворів (11 «убогих» та 8 «підсусідків»). За ревізію 1781 року в селі налічувалось 25 селянських дворів і 29 хат.
У 90-х роках XVII століття «стараннями» ігумена Петропавлівського монастиря Димитрія (Данила Савича Туптала) у В'язенці побудоване дерев'яну церкву Симеона Стовпника. Ігумен подарував церкві дві святині образ великомученика Димитрія Мироточивого та храмовий обра: преподобного Симеона Стовпника з частинкою мощей святої Варвари j срібному хрестику. Однак, в'язенські селяни були бідними і не мали можливості належно утримувати храм. У зв'язку з цим у середині XVII століття церкву перенесли до села Ротівки, де мешкали більш заможні жителі.
Після секуляризації монастирських маєтностей В'язенка стала казенний селом; цей період тривав з 1786 по 1866 рік. У 1859 році у В'язенці мешкали 433 жителі (210 чоловіків і 223 жінки). У книзі «Волости и важнейшие селения Европейской России» (1885 рік повідомляється, що у В'язенці 101 двір і 631 житель. Діє водяний млин. Головним заняттям в'язенців споконвіку було землеробство. Однак права власності на землю селяни довгий час не мали. Власником землі була сільське община (громада). Землі періодично перерозподілялися. Останній перерозподіл був проведений у 1895 р. А потім держава продала землю селянам по високим цінам. Обробляли землю дерев'яною сохою і дерев'яною бороною. Залізні вироби довго не входили у селянський побут. Навіть цвяхи і ті були дерев'яні.
Перший залізний плуг у селі з'явився близько 1890 р. у Позняка Федора Семеновича. З'явилися перші залізні вила. На Клевені стояв млин, що належав Петропавлівському монастиреві. Спершу громада орендувала його за 800 крб. на рік, а потім купила за 45 десятин землі. Власної землі в'язенським селянам не вистачало. Всюди навколо були чиїсь землі — Петропавлівського монастиря, поміщиків Миклашевського, Скоропадського, Дьяконова, Крюгера. В'язенським селянам доводилось орендувати не тільки орну землю, а й сінотаті. Малоземелля і бідність примушували селян шукати інший вид доходу. Користуючись тим, що через В'язенку проїжджало багато купців, які везли у Москву сіль, гнали табуни відкормлених у південних степах волів, везли з Австрії дорогі тканини, місцеві селяни створювали у себе постоялі двори. Постоялі двори були у Позняка, Гавриленка і Шишлевського. Для більш багатих купців і чиновників був постоялий двір на х. Карпові (за мостом, на лівому березі Клевені), який тримав Челядін.
Довгий час через Клевень, яка відділяла Чернігівську губернію від Курської, не було моста. Користувалися переправою, що було незручно. Потім побудували міст. Міст будували обидві губернії, але по висоті він був різний: з курського боку на метр вищий, ніж з чернігівського. З'єднувались обидві половини мости на середині річки, де був острівець. Першому приїжджому одразу надається у вічі незвичне для сільського поселення планування вулиць. Звідки це? Спочатку, як і всі села, В'язенка забудовувалась хаотично, без усякого плану. Сільські вулиці були вузенькі і криві. За спогадами старожилів перші поселенці В'язенки Чорношвеці поселилися на березі річки Клевень, там де зараз вулиця Кістяківка. З розширенням села будинки все більше і більше виростали повз дорогу в напрямку до р. Клевень. Друга крива і вузька вулиця йшла з північного сходу на південний захід, також до річки, і мала назву Лепішкіна. Основною вулицею була вулиця вздовж річки.
Улітку 1868 р. в селі сталося велике нещастя. Від необережності дітей загорілась хата на Кістяківці. Вітер був зі сходу на захід. Він зривав палаючі снопи і розносив на протилежну, західну сторону села, — вулицю Курганщину. Так з двох сторін загорілося село. Увійти в село було неможливо. Горіла солома, горів хліб, бігла худоба, оскаженіла від вогню. Люди були безсилі в той час погасити таку пожежу. Так згоріла майже вся В'язенка. Залишилось лише 7 дворів вздовж дороги та Кістяківка.
Після пожежі громада звернулась до земства вислати інженера, щоб спланувати вулиці села. Комісія з земства виділила місце для церкви, а від церкви розбила вулиці поквартально. Село Почало відновлюватись, але вже на новому місці з широкими прямими вулицями. Важко доводилось селянам. Треба було знайти ліс, за який поміщик Миклашевський брав подвійну ціну. Завдяки згуртованості селян, товариській допомозі село вдалося відбудувати. У 1897 році у В'язенці було 132 двори і 932 жителі. У 1901 році населення села зросло до 821 чоловіка, а за переписом 1926 року у В'язенці числився 151 двір та 805 жителів.
Довгий час у В'язенці не було школи. Лише поодинокі сільські діти навчались у дяка. У 1894 році земство відкрило в селі школу. Школа розміщувалась у невеликому приміщенні, де була лише одна кімната. Першою вчителькою була Ковальова Марія Василівна. Навчались переважно хлопчики, дівчаток було дуже мало. У 1907 році для школи побудували нове приміщення із залишків млина на Клевені. З 1908 по 1920 роки дітей вчила Антоненко Антоніна Кирилівна, яка прожила у В'язенці до 1944 року, де і померла.
Першим головою сільради став Шишлевський Максим Юхимович, потім -Мичка Тихій Гаврилович. У 1926 році В'язенка налічувала 151 двір та 805 жителів (380 чоловіків, 425 жінок). У 1930 році створено колгосп імені Будьонного. Активістами -організаторами колгоспу були Гавриленко Іван Тимофійович, Биков Павло Несторович, Кріпкий Іван Кирилович. Першим головою колгоспу став Деркач Crop Максимович, а потім — Деркач Тимофій Пилипович. У 1930 році виник і колгосп імені Тельмана. У 1936 році побудували нове приміщення школи. Школа стала середньою. У 8-10 класах вчились діти не тільки з В'язенки, а й з багатьох сусідніх сіл. Наповнюваність класів становила 30-35 учнів. Перший випуск В'язенської середньої школи був 1939 році. На фронтах Німецько-радянської війни билися з ворогом 112 в'язенців, 61 з них загинули у боях за Батьківщину. 95 учасників війни були нагороджені орденами та медалями.
В період німецько-нацистської окупації в краї набув розвитку партизанський рух. Однією з найважливіших військових операцій партизанів-ковпаківців була Клевенська операція. Наступ ковпаківців був стрімким і рішучим. Нацисти не змогли організувати спротив і, охоплені панікою, втекли. Тільки у В'язенці, біля моста через Клевень, розгорівся короткий але жорстокий бій.
…Сюди партизани підійшли о першій годині ночі. Авангард шалигинців одним ударом перекинув ворожу заставу й увірвався на головну вулицю села. Але через кілька хвилин був зупинений сильним вогнем з боку передмостового укріплення. Атака захлинулася. У цей момент розвідник Леонід Ратников із двома товаришами непомітно дібрався до ворожого складу боєприпасів і підпалив його. Почали вибухати снаряди й патрони. Це відволікло увагу нацистів і дало можливість політрукові Н. І. Пижову знищити їхній станковий кулемет. Тоді бійці лейтенанта Шишова, викотивши протитанкову гармату на пряму наводку, зім'яли оборону гітлерівців на правом березі річки й перенесли вогонь на лівий. Партизани кинулися на міст. Але як тільки під прикриттям гармати Шишова, кулеметів Воробйова й Висоцького їм удалося пробратися на лівий берег, супротивник перейшов у контратаку. Убитий кулею впав командир відділення В. Е. Хабаров, за ним із простреленими ногами — командир іншого відділення Якименко. Командування групою прийняв на себе Ф. Ф. Лимаєв. Разом з Андрієм Устенко, Бєляєвим, Палажченком, Ісаєвим він вступив з ворогом у рукопашну сутичку, орудуючи багнетами й прикладами. Лепешко строчив з ручного кулемета, Миша Брехов — з автомата. У запеклій сутичці партизани уклали чимало нацистів. Розриви снарядів гармати Шишова, довгі черги крупнокаліберного кулемета, тільки що захопленого в гітлерівців В. Т. Поморзіним, підсилили паніку у ворожому гарнізоні. Коли звалився в річку висаджений партизанським мінером Васильєвим міст, опір гітлерівців було остаточно зламано. Біля двохсот чоловік убитими втратили вони в районі В'язенки. Партизани захопили одинадцять кулеметів, два міномети, три рації, більше сотні гвинтівок, 96 велосипедів і багато іншого військового майна.
В 1951 році колгосп імені Тельмана об'єднався з колгоспом імені Бульонного. У 1957 році колгосп імені Бульонного переіменували в "Рассвет'. У 1963 ропі в'язенський колгосп «Рассвет» та ховзівський «Россия» об'єднались в одне господарство — колгосп «Россия». Колгосп мав 4469 гектарів сільськогосподарських угідь, у тому числі 2562 гектари орної землі. Колгосп спеціалізувався на вирощуванні зернових і технічних культур та мясомолочному тваринництві. У 1990 році для колгоспників було побудоване нове селище із комфортних будинків. Однак, в'язенський колгосп не вистояв під час економічної кризи 90-х років і перестав існувати.
12 червня 2020 року, відповідно до розпорядження Кабінету Міністрів України № 723-р «Про визначення адміністративних центрів та затвердження територій територіальних громад Сумської області», село увійшло до складу Путивльської міської громади.
19 липня 2020 року, в результаті адміністративно-територіальної реформи та ліквідації Путивльського району, увійшло до складу новоутвореного Конотопського району.

## Населення
Згідно з переписом УРСР 1989 року чисельність наявного населення села становила 416 осіб, з яких 183 чоловіки та 233 жінки.
За переписом населення України 2001 року в селі мешкало 408 осіб.

### Мова
Розподіл населення за рідною мовою за даними перепису 2001 року:
| Мова       | Чисельність | Відсоток |
| ---------- | ----------- | -------- |
| українська | 400         | 97,80%   |
| російська  | 8           | 1,96%    |
| інші       | 1           | 0,24%    |
| Усього     | 409         | 100%     |

## Відомі люди
В селі народився Лисенко Юрій Макарович (1925—2007) — український письменник.